# Гайке Дрекслер
Гайке Дрекслер (нім. Heike Gabriela Drechsler, нар. 16 грудня 1964, Гера, Східна Німеччина) — видатна німецька легкоатлетка, що спеціалізується на стрибках у довжину та спринті, дворазова олімпійська чемпіонка (1992 та 2000 роки) та срібна призерка Олімпійських ігор (1988 рік) зі стрибків у довжину, бронзова призерка Олімпійських ігор (1988 рік) з бігу на 100 та 200 метрів, дворазова чемпіонка світу та п'ятиразова чемпіонка Європи. У 2014 році була введена до Зали Слави IAAF.

## Кар'єра
| Рік                   | Змагання                         | Місто                | Місце           | Дисципліна            | Примітки        |
| Представник НДР       | Представник НДР                  | Представник НДР      | Представник НДР | Представник НДР       | Представник НДР |
| --------------------- | -------------------------------- | -------------------- | --------------- | --------------------- | --------------- |
| 1981                  | Чемпіонат Європи серед юніорів   | Утрехт, Нідерланди   | 1               | стрибки у довжину     | 7.02 м          |
| 1982                  | Чемпіонат Європи в приміщенні    | Мілан, Італія        | 5               | стрибки у довжину     | 6.33 м          |
| 1982                  | Чемпіонат Європи                 | Афіни, Греція        | 4               | стрибки у довжину     | 6.71 м          |
| 1983                  | Чемпіонат Європи в приміщенні    | Будапешт, Угорщина   | 3               | стрибки у довжину     | 6.61 м          |
| 1983                  | Чемпіонат світу                  | Гельсінкі, Фіняндія  | 1               | стрибки у довжину     | 7.27 м          |
| 1985                  | Чемпіонат Європи в приміщенні    | Афіни, Греція        | 3               | стрибки у довжину     | 6.97 м          |
| 1986                  | Чемпіонат Європи в приміщенні    | Мадрид, Іспанія      | 1               | стрибки у довжину     | 7.18 м          |
| 1986                  | Чемпіонат Європи                 | Штутгарт, Німеччина  | 1               | біг на 200 метрів     | 21.71           |
| 1986                  | Чемпіонат Європи                 | Штутгарт, Німеччина  | 1               | стрибки у довжину     | 7.27 м          |
| 1987                  | Чемпіонат світу в приміщенні     | Індіанаполіс, США    | 1               | біг на 200 метрів     | 22.27           |
| 1987                  | Чемпіонат світу в приміщенні     | Індіанаполіс, США    | 1               | стрибки у довжину     | 7.10 м          |
| 1987                  | Чемпіонат світу                  | Рим, Італія          | 2               | біг на 100 метрів     | 11.00           |
| 1987                  | Чемпіонат світу                  | Рим, Італія          | 3               | стрибки у довжину     | 7.13 м          |
| 1988                  | Чемпіонат Європи в приміщенні    | Будапешт, Угорщина   | 1               | стрибки у довжину     | 7.30 м          |
| 1988                  | Олімпійські ігри                 | Сеул, Південна Корея | 3               | біг на 100 метрів     | 10.85           |
| 1988                  | Олімпійські ігри                 | Сеул, Південна Корея | 3               | біг на 200 метрів     | 21.95           |
| 1988                  | Олімпійські ігри                 | Сеул, Південна Корея | 2               | стрибки у довжину     | 7.22 м          |
| 1990                  | Чемпіонат Європи                 | Спліт, Югославія     | 2               | біг на 200 метрів     | 22.19           |
| 1990                  | Чемпіонат Європи                 | Спліт, Югославія     | 1               | стрибки у довжину     | 7.30 м          |
| Представник Німеччина |                                  |                      |                 |                       |                 |
| 1991                  | Чемпіонат світу в приміщенні     | Севілья, Іспанія     | 2               | стрибки у довжину     | 6.82 м          |
| 1991                  | Чемпіонат світу                  | Токіо, Японія        | 3               | естафета 4x100 метрів | 42.33           |
| 1991                  | Чемпіонат світу                  | Токіо, Японія        | 2               | стрибки у довжину     | 7.29 м          |
| 1992                  | Олімпійські ігри                 | Барселона, Іспанія   | 1               | стрибки у довжину     | 7.14 м          |
| 1993                  | Чемпіонат світу                  | Штутгарт, Німеччина  | 1               | стрибки у довжину     | 7.11 м          |
| 1994                  | Чемпіонат Європи в приміщенні    | Париж, Франція       | 1               | стрибки у довжину     | 7.06 м          |
| 1994                  | Чемпіонат Європи                 | Гельсінкі, Фінляндія | 1               | стрибки у довжину     | 7.14 м          |
| 1994                  | Всесвітній легкоатлетичний фінал | Париж, Франція       | 3               | стрибки у довжину     | 6.83 м          |
| 1995                  | Чемпіонат світу                  | Гетеборг, Швеція     | —               | семиборство           | DNF             |
| 1995                  | Чемпіонат світу                  | Гетеборг, Швеція     | 9               | стрибки у довжину     | 6.64 м          |
| 1997                  | Чемпіонат світу в приміщенні     | Париж, Франція       | 7               | стрибки у довжину     | 6.63 м          |
| 1997                  | Чемпіонат світу                  | Афіни, Греція        | 4               | стрибки у довжину     | 6.89 м          |
| 1998                  | Чемпіонат Європи                 | Будапешт, Угорщина   | 1               | стрибки у довжину     | 7.16 м          |
| 1998                  | Всесвітній легкоатлетичний фінал | Москва, Росія        | 2               | стрибки у довжину     | 6.99 м          |
| 1999                  | Чемпіонат світу                  | Севілья, Іспанія     | —               | стрибки у довжину     | DNS             |
| 2000                  | Чемпіонат Європи в приміщенні    | Гент, Бельгія        | 2               | стрибки у довжину     | 6.86 м          |
| 2000                  | Олімпійські ігри                 | Сідней, Австралія    | 1               | стрибки у довжину     | 6.99 м          |
| 2000                  | Всесвітній легкоатлетичний фінал | Доха, Катар          | 1               | стрибки у довжину     | 7.07 м          |
| 2001                  | Чемпіонат світу в приміщенні     | Лісабон, Португалія  | 5               | стрибки у довжину     | 6.75 м          |
| 2001                  | Чемпіонат світу                  | Едмонтон, Канада     | 22 (кв.)        | стрибки у довжину     | 4.45 м          |
| 2002                  | Чемпіонат Європи                 | Мюнхен, Німеччина    | 5               | стрибки у довжину     | 6.64 м          |